# Semiaphis coniumi
Semiaphis coniumi är en insektsart. Semiaphis coniumi ingår i släktet Semiaphis och familjen långrörsbladlöss. Inga underarter finns listade i Catalogue of Life.